# Food Editors Club

Food Editors Club

Der Food Editors Club Deutschland e.V. (FEC) ist die berufsständische Vereinigung von kulinarischen Fachjournalisten in Deutschland. 
Zum FEC gehören die wichtigsten Journalisten, freie und in den Redaktionen, Schriftsteller und Fotografen, die sich mit Kochen, Essen und Trinken, Tischkultur, Restaurantkritik und Ernährungswissenschaft befassen. Der FEC hat derzeit 150 Mitglieder.

## Historie
Der Food Editoren Club ging aus einem Freundes- und Kollegenkreis verschiedener Fachgebiete hervor, der sich in den Nachkriegsjahren gelegentlich getroffen hatte, um sich gegenseitig in einem Presseumfeld, in der das Thema Essen und Trinken noch eine Nebensache war, zuverlässig und möglichst neutral zu informieren: über die wiedererstandene deutsche Gastronomie, über die Entwicklung der Lebensmittelindustrie und der Deutschen Gesellschaft für Ernährung (DGE), die gerade dabei war, ihre Vorkriegsdaten den neuen und unbekannten Produkten des wachsenden Imports anzupassen. Die 18 Gründungsmitglieder organisierten sich zum Zwecke des gegenseitigen Wissensaustauschs und der Fortbildung – und ganz nach dem Vorbild der damals in Frankreich schon bestehenden FIPREGA (Fédération International de la Presse Gastonomique et Vinicole). Denn wenngleich sich die Deutschen während der Wirtschaftswunderjahre wieder mehr für Kulinarik interessierten und auch zunehmend über den Tellerrand schauten, steckte der Foodjournalismus noch in den Kinderschuhen. Der Beschäftigung mit der Kulinarik und dem Schreiben über Küche und Genuss haftete noch etwas Exotisches an. Das sollte sich im Lauf der folgenden Jahrzehnte grundlegend ändern. 
Am 30. Mai 1968 tagte in Frankfurt am Main erstmals der „Arbeitskreis Kulinarischer Fachjournalisten“, der sich später Food Editoren Club nannte. Mitbegründerin war Sybil Gräfin Schönfeldt. Gewählter Erster Präsident des FEC war Arne Krüger, gelernter Koch und Gründer der Zeitschrift „Der Feinschmecker“. Ihm folgten Gisa v. Barsewisch, Holger Hofmann, Antje Blum, Bernd Neuner-Duttenhofer, Peter Zöls, Jörg Rüdiger und Nikolai Wojtko. Seit 2024 ist Marie-Louise Barchfeld 1. Vorsitzende des FEC. Regionalgruppen bestehen für Berlin, Norddeutschland, Rhein-Main und Süddeutschland. 
Über die Gründungszeit des FEC, deren Initiatoren auch Wegbereiter des Foodjournalismus in Deutschland waren, hat die Fachjournalistin Silke Liebig-Braunholz mit Sybil Gräfin Schönfeldt gesprochen. Das Zeitdokument ist auf der Homepage des Clubs nachzuhören.

## Soziales Engagement
Mit der Auslobung eines dotierten FEC-Preises für Soziales Engagement unterstützt der Food Editors Club Personen und Organisationen, die nachhaltig für Menschen in Not Hilfe leisten oder Projekte, die das Wissen um den Wert, den nachhaltigen Anbau und die Zubereitung von Lebensmitteln vermitteln. Erster Preisträger war der Bundeswehrarzt Dr. Erös und seine Frau, die am Aufbau von Schulen für afghanische Mädchen beteiligt waren. Durch weitere Preise konnten beispielsweise Organisationen wie das „Löwenhaus“ in Hamburg und das Slow Mobil Frankfurt unterstützt werden.

## Tagungen
Die Mitglieder treffen sich einmal jährlich an wechselnden Orten zu ihrer Jahrestagung, bei der auch die Jahres-Mitgliederversammlung stattfindet. Über die Jahrestagungen und die Arbeit der Food-Journalisten wird in den regionalen Medien lebhaft berichtet.
Die Regionalgruppen organisieren mehrmals im Jahr Informationsveranstaltungen in der Region für ihre Mitglieder.